# أكي أريميتسو
أكي أريميتسو (باليابانية: 有水 亮) (10 أغسطس 1999 في أوساكا في اليابان – )؛ هو لاعب كرة قدم كان يلعب كلاعب وسط.

## وصلات خارجية
- أكي أريميتسو على موقع رابطة كرة القدم اليابانية للمحترفين (اليابانية)
- أكي أريميتسو على موقع Soccerway.com (الإنجليزية)